# Ammothea glacialis
Ammothea glacialis là một loài nhện biển trong họ Ammotheidae. Loài này thuộc chi Ammothea. Ammothea glacialis được miêu tả khoa học năm 1907 bởi Hodgson.